# Resedimentación tafonómica

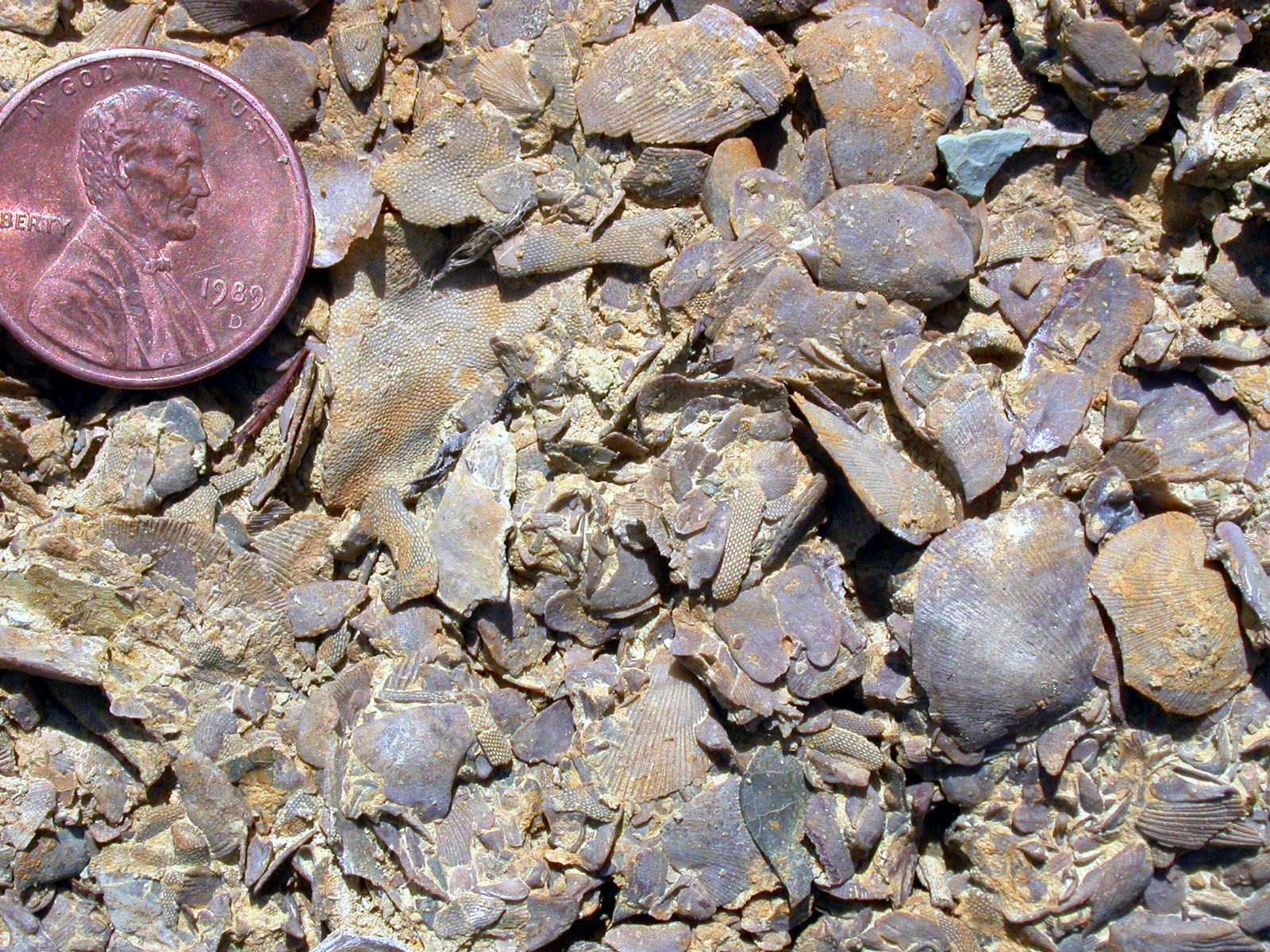
Brecha fosilífera del Ordovícico, constituida por fragmentos de briozoos y braquiópodos resedimentados.

La resedimentación tafonómica es un proceso tafonómico de necrocinesis, propio de la fase bioestratinómica, que consiste en el desplazamiento, por agentes naturales geológicos, de restos susceptibles de convertirse en fósiles desde su acumulación inicial sobre el sustrato hasta el lugar o posición de enterramiento. A los fósiles que han sufrido este proceso se les denomina fósiles resedimentados. No debe confundirse la resedimentación con la deriva necrocinética, en la que el desplazamiento del resto se produce antes de su acumulación sobre el sustrato y en la que también pueden intervenir agentes biológicos.
Los agentes de transporte más comunes son las corrientes de agua, en cualquier ambiente (marino, fluvial , kárstico, etc.) y la gravedad (por simple caída desde la posición de acumulación inicial).
Los criterios para inferir un proceso de resedimentación pueden ser múltiples: desarticulación de partes, selección de tamaños y orientación preferente (no debidas a factores paleoecológicos o paleoambientales), marcas de abrasión o erosión, etc.